# Diptilon
Diptilon is een geslacht van vlinders van de familie spinneruilen (Erebidae), uit de onderfamilie Arctiinae.

## Soorten
- D. aterea Schaus, 1901
- D. aurantiipes Rothschild, 1911
- D. bivittata Walker, 1864
- D. crassa Zerny, 1912
- D. culex Draudt, 1915
- D. chrysocraspis Hampson, 1898
- D. doeri Schaus, 1892
- D. flavipalpis Hampson, 1911
- D. gladia Jones
- D. halterata Fabricius, 1775
- D. hoffmannsi Rothschild, 1911
- D. philocles Druce, 1896
- D. proleuca Druce, 1905
- D. sylpha Dognin, 1902
- D. telamonophorum Prittwitz, 1870